# Ngũ giới
Ngũ giới (tiếng Phạn: tiếng Phạn: pañcaśīla; tiếng Pali: tiếng Pali: pañcasīla), hay năm học giới (tiếng Phạn: tiếng Phạn: pañcaśikṣapada; tiếng Pali: tiếng Pali: pañcasikkhapada), là hệ thống đạo đức quan trọng nhất dành cho người Phật tử tại gia. Đây là bộ quy tắc đạo đức cơ bản mà người Phật tử tại gia cần tuân thủ. Các giới này là cam kết tránh các hành vi: sát sinh, trộm cắp, tà dâm, nói dối và say nghiện. Trong giáo lý Phật giáo, chúng nhằm rèn luyện tâm và phẩm hạnh để tiến bộ trên con đường hướng đến giác ngộ. Trong truyền thống Đại thừa, chúng đôi khi được gọi là giới Thanh văn thừa, để phân biệt với giới Bồ-tát. Năm giới là nền tảng của nhiều phần trong giáo lý Phật giáo, cả đối với người tại gia lẫn người xuất gia. Với vai trò nền tảng trong đạo đức Phật giáo, năm giới được so sánh với Mười Điều Răn trong các tôn giáo Abraham hoặc với các quy phạm đạo đức của Nho giáo. Các giới này từng được liên hệ với các cách tiếp cận đạo đức theo chủ nghĩa vị lợi, đạo đức học nghĩa vụ và đạo đức học đức hạnh, nhưng đến năm 2017, việc phân loại như vậy bằng thuật ngữ phương Tây hầu như đã không còn được các học giả sử dụng. Năm giới còn được so sánh với nhân quyền do tính phổ quát của chúng, và một số học giả cho rằng chúng có thể bổ sung cho khái niệm nhân quyền.
Năm giới vốn phổ biến trong bối cảnh tôn giáo ở Ấn Độ thế kỷ 6 TCN, nhưng việc Phật Thích-ca Mâu-ni nhấn mạnh sự tỉnh giác thông qua giới thứ năm là độc đáo. Như được thể hiện trong các kinh điển Phật giáo sơ kỳ, tầm quan trọng của các giới ngày càng tăng, và cuối cùng chúng trở thành một điều kiện để một người được coi là gia nhập đạo Phật. Khi Phật giáo truyền bá đến các vùng đất và dân tộc khác nhau, vai trò của các giới bắt đầu thay đổi. Ở những quốc gia nơi Phật giáo phải cạnh tranh với các tôn giáo khác, chẳng hạn như Trung Quốc, nghi thức thọ trì năm giới đã phát triển thành một lễ nhập đạo chính thức cho người Phật tử tại gia. Mặt khác, ở những nước ít có sự cạnh tranh từ các tôn giáo khác, như Thái Lan, nghi lễ này hầu như không liên quan đến nghi thức trở thành Phật tử, vì nhiều người mặc nhiên được xem là Phật tử từ khi sinh ra.
Việc thọ trì và giữ gìn năm giới dựa trên nguyên tắc bất hại (tiếng Pali và tiếng Phạn: tiếng Phạn: ahiṃsā). Kinh tạng Pali khuyên mỗi người nên lấy bản thân mình để suy ra người khác, và trên cơ sở đó, không làm tổn hại người khác. Lòng từ bi và niềm tin vào nghiệp báo là nền tảng của các giới này. Việc thọ trì năm giới là một phần trong thực hành tín ngưỡng thường xuyên của người tại gia, cả ở nhà và tại chùa địa phương. Tuy nhiên, mức độ giữ giới của mọi người khác nhau tùy theo vùng miền và thời kỳ. Mọi người giữ giới với ý hướng rèn luyện bản thân, nhưng cũng vì sợ phải tái sinh vào cảnh giới xấu.
1. Giới thứ nhất: Không sát sinh – cấm giết hại cả con người lẫn mọi loài động vật. Các học giả diễn giải rằng kinh điển Phật giáo coi giới này như sự phản đối và ngăn cấm hình phạt tử hình,[10] tự sát, phá thai[11][12] và trợ tử[13]. Tuy nhiên, trên thực tế nhiều quốc gia Phật giáo vẫn áp dụng án tử hình và phá thai vẫn hợp pháp ở một số nước Phật giáo. Đối với vấn đề phá thai, các nước Phật giáo chọn lập trường trung dung: lên án nhưng không hoàn toàn cấm đoán. Thái độ của Phật giáo đối với bạo lực nói chung được hiểu là phản đối mọi cuộc chiến tranh, nhưng một số học giả chỉ ra những trường hợp ngoại lệ trong các văn bản về sau.
2. Giới thứ hai: Không trộm cắp – cấm hành vi trộm cướp và những hành vi liên quan như lừa đảo và làm giả.
3. Giới thứ ba: Không tà dâm – về tình dục, giới này được định nghĩa bởi các vị thầy hiện đại bằng những thuật ngữ như "trách nhiệm tình dục" và "cam kết lâu dài".
4. Giới thứ tư: Không nói dối – bao gồm cả tránh lời nói hai lưỡi, ác khẩu, thô tục và đàm tiếu.[14][15]
5. Giới thứ năm: Không say nghiện – cấm uống rượu, sử dụng ma túy hoặc các chất gây say khác.[16][17] Kinh điển sơ kỳ hầu như luôn lên án việc uống rượu, và kinh sách Phật giáo Trung Hoa hậu kinh điển cũng vậy. Hút thuốc đôi khi cũng được xếp vào giới này.

Trong thời hiện đại, các quốc gia Phật giáo truyền thống đã chứng kiến những phong trào phục hưng nhằm đề xướng lại năm giới. Đối với phương Tây, năm giới giữ vai trò quan trọng trong các tổ chức Phật giáo, và chúng cũng đã được tích hợp vào các chương trình huấn luyện chánh niệm, mặc dù nhiều chuyên gia về chánh niệm không ủng hộ điều này vì năm giới mang tính tôn giáo. Cuối cùng, nhiều chương trình ngăn ngừa xung đột đã vận dụng các giới này.

## Vai trò trong giáo lý Phật giáo

Bát Chánh Đạo, trong đó có bao gồm năm giới.

Kinh điển Phật giáo giải thích rằng năm giới là tiêu chuẩn tối thiểu của đạo đức Phật giáo. Đây là hệ thống đạo đức quan trọng nhất trong Phật giáo, cùng với giới luật tu sĩ (Patimokkha). Śīla (tiếng Phạn; tiếng Pali: sīla) là thuật ngữ dùng để chỉ các giới trong Phật giáo, bao gồm cả năm giới. Nhưng từ này cũng dùng để chỉ phẩm hạnh đạo đức, yếu tố nền tảng trên con đường tu tập dẫn đến giác ngộ, và vốn là môn học đầu tiên trong Tam học (giới, định, tuệ). Do đó, các giới là những quy tắc hay hướng dẫn nhằm phát triển tâm và phẩm hạnh để tiến bộ trên con đường hướng tới giác ngộ. Năm giới là một phần của các chi phần Bát Chánh Đạo (chánh ngữ, chánh nghiệp và chánh mạng), giáo lý cốt lõi của Phật giáo. Thêm vào đó, việc hành trì năm giới và các phần khác của śīla được xem như những hình thức tạo phước (công đức), tức là tạo thiện nghiệp. Năm giới được mô tả như những giá trị xã hội đem lại sự hài hòa cho xã hội, và việc vi phạm các giới được coi là đi ngược lại sự hòa hợp của xã hội. Tương tự, trong các văn bản Phật giáo, một xã hội lý tưởng và chính trực được mô tả là xã hội mà mọi người đều giữ năm giới. So sánh với các phần khác của giáo lý Phật giáo, năm giới là nền tảng của bát quan trai giới (tám giới dành cho cư sĩ, nghiêm ngặt hơn năm giới và gần với giới luật tu sĩ). Thứ hai, năm giới tạo thành một nửa đầu tiên của mười (hoặc mười một) giới dành cho người nguyện trở thành Phật (tức Bồ-tát), như đề cập trong kinh Phạm Võng của truyền thống Đại thừa. Khi so sánh những giới Bồ-tát này với năm giới, các Phật tử Đại thừa thường gọi năm giới căn bản là "giới Thanh văn thừa", tức giới của những người tu tập hướng đến trở thành các đệ tử giác ngộ (A-la-hán – tiếng Phạn: arhat; tiếng Pali: arahant) của một vị Phật, chứ không phải trở thành chính các vị Phật. Mười (hoặc mười một) giới Bồ-tát mặc nhiên bao hàm năm giới và được xây dựng một phần dựa trên các giới này. Năm giới cũng được tìm thấy một phần trong giáo lý Thập thiện nghiệp đạo, được nhắc đến trong truyền thống Theravāda (Pali: dasa-kusala-kammapatha) và Phật giáo Tây Tạng (Phạn: daśa-kuśala-karmapatha; Tạng: dge ba bcu). Cuối cùng, bốn giới đầu tiên trong năm giới rất tương đồng với những điều luật nền tảng nhất của giới luật tu sĩ (tiếng Pali: pārajika), và có thể đã ảnh hưởng đến sự phát triển của các điều luật đó.
Tóm lại, năm giới nằm ở nền tảng của mọi thực hành Phật giáo; xét trên ý nghĩa đó, chúng có thể được so sánh với Mười Điều Răn của Ki-tô giáo và Do Thái giáo, hoặc với lễ (các quy phạm đạo đức) của Nho giáo.

## Lịch sử
Năm giới đã là một phần của Phật giáo thời kỳ đầu và phổ biến trong hầu hết các trường phái Phật giáo. Trong Phật giáo sơ kỳ, năm giới được coi là đạo đức của sự chế ngự, nhằm kiềm chế các xu hướng bất thiện và qua đó thanh lọc bản thân để đạt giác ngộ. Năm giới được xây dựng dựa trên pañcaśīla, các điều cấm đối với các tu sĩ Bà-la-môn trước thời Phật giáo, vốn được áp dụng trong nhiều tôn giáo Ấn Độ vào khoảng thế kỷ 6 TCN.
Bốn giới đầu tiên của Phật giáo hầu như giống hệt với các điều pañcaśīla này, nhưng giới thứ năm – cấm say nghiện – là điểm mới của Phật giáo việc Phật Thích Ca nhấn mạnh đến sự tỉnh giác (tiếng Pali: appamāda) là độc đáo. Trong một số trường phái Phật giáo Ấn Độ cổ đại, cư sĩ Phật giáo có thể chọn tuân thủ chỉ một số giới thay vì đủ cả năm. Tuy nhiên, các truyền thống tồn tại về sau – cụ thể là Phật giáo Theravāda và Phật giáo Đại thừa – đều thể hiện thái độ mập mờ về việc này. Một số kinh văn Đại thừa sơ kỳ cho phép điều đó, nhưng một số khác thì không; còn các văn bản Theravāda thì hoàn toàn không đề cập đến thực hành chọn lọc giới. Giới cấm sát sinh đã thúc đẩy những Phật tử tiên khởi hình thành lập trường phản đối việc tế lễ động vật, một tập tục tôn giáo phổ biến ở Ấn Độ cổ đại. Tuy nhiên, theo kinh tạng Pali, Phật tử thời sơ kỳ đã không áp dụng lối sống ăn chay. Trong các văn bản Phật giáo sơ kỳ, vai trò của năm giới phát triển dần dần. Trước hết, các giới được kết hợp với tuyên bố lòng tin vào Tam bảo (Phật, Pháp và Tăng đoàn). Tiếp đến, các giới trở thành nền tảng của sự tu tập tại gia.  Các giới được xem là điều kiện sơ bộ cho sự phát triển cao hơn của tâm. Ở giai đoạn thứ ba trong văn bản, các giới được đề cập cùng với Tam bảo, như thể chúng là một phần của Tam bảo. Cuối cùng, các giới, cùng với Tam bảo, trở thành điều kiện bắt buộc để hành trì Phật pháp: người tại gia phải trải qua một lễ nhập đạo chính thức để trở thành thành viên của Phật giáo. Khi Phật giáo truyền đến những vùng đất và dân tộc khác nhau, vai trò của các giới bắt đầu thay đổi. Tại những nước mà Phật giáo được chấp nhận làm tôn giáo chính mà không có nhiều cạnh tranh từ các tôn giáo khác, chẳng hạn Thái Lan, mối liên hệ giữa lễ quy y của cư sĩ và năm giới hầu như không tồn tại. Ở các nước như vậy, việc thọ giới đã trở thành một dạng nghi lễ thanh tẩy – người dân mặc nhiên được coi là Phật tử từ khi sinh ra mà không cần trải qua nghi thức nhập đạo rõ rệt. Tuy vậy, các tân Phật tử vẫn thường phát nguyện giữ giới như một phần của lễ quy y, dù điều này không quá nhấn mạnh. Mặt khác, ở một số quốc gia như Trung Quốc, nơi Phật giáo không phải tôn giáo độc tôn, nghi thức truyền giới trở thành một lễ "thọ giới tại gia" để đưa người cư sĩ vào đạo Phật. Tại Trung Quốc, năm giới được du nhập vào những thế kỷ đầu Công nguyên, cả dưới hình thức giới Thanh văn thừa lẫn giới Bồ-tát.
Trong thời gian này, chính các nhà sư Phật giáo đặc biệt đề xướng việc kiêng rượu (giới thứ năm), bởi vì Đạo giáo và các hệ thống tư tưởng khác nhấn mạnh tiết độ hơn là kiêng hoàn toàn. Phật tử Trung Quốc diễn giải rất nghiêm ngặt về giới thứ năm, thậm chí nghiêm hơn trong Phật giáo Ấn Độ. Chẳng hạn, hòa thượng Daoshi (Đạo Thế, khoảng 600–683) đã dành nhiều phần trong bộ bách khoa thư của mình để nói về việc kiêng rượu. Tuy nhiên, ở một số vùng của Trung Quốc, như Đôn Hoàng, đã có nhiều bằng chứng về việc uống rượu trong cả giới cư sĩ và tu sĩ. Từ thế kỷ 8 trở đi, thái độ nghiêm khắc về việc cấm rượu đã dẫn đến sự hình thành một văn hóa trà riêng biệt trong giới tu sĩ và trí thức Phật giáo Trung Quốc: các buổi họp mặt uống trà thay thế cho các buổi nhậu nhẹt, và việc này được khuyến khích thực hành.  Những thái độ nghiêm ngặt này một phần được hình thành do các trước tác tôn giáo, nhưng cũng có thể chịu ảnh hưởng từ cuộc Loạn An Sử đẫm máu năm 755, sự kiện đã gây một hiệu ứng "tỉnh ngộ" cho xã hội Trung Quốc thế kỷ 8. Khi năm giới được hòa nhập vào xã hội Trung Quốc, chúng được gắn kết với quan niệm về nghiệp, với Ngũ hành (vũ trụ quan Trung Hoa) và y học Trung Hoa, với thế giới quan Đạo giáo, và với đạo đức luân lý Nho giáo.

## Nghi lễ

### Trong truyền thống Pāli
Trong truyền thống Theravāda, nghi thức thọ giới được tụng đọc theo một hình thức tiêu chuẩn bằng tiếng Pali. Ở Thái Lan, một cư sĩ đại diện thường thỉnh vị sư truyền giới bằng cách tụng câu sau đây ba lần:
"Bạch chư tôn đức, chúng con kính xin thọ Tam quy và ngũ giới, để có thể giữ gìn từng giới một một cách trọn vẹn riêng rẽ." (Mayaṃ bhante visuṃ visuṃ rakkhaṇatthāya tisaraṇena saha pañca sīlāni yācāma.)

Sau đó, vị sư chủ lễ sẽ tụng một câu giới thiệu tôn kính để mở đầu buổi lễ, rồi hướng dẫn cư sĩ tuyên bố họ xin quy y Tam bảo. Kế đến, vị sư lần lượt tụng năm giới:
- "Con xin vâng giữ điều học là tránh sát hại các chúng sinh." (tiếng Pali: Pāṇātipātā veramaṇī sikkhāpadaṃ samādiyāmi.)
- "Con xin vâng giữ điều học là tránh lấy của không cho." (tiếng Pali: Adinnādānā veramaṇī sikkhāpadaṃ samādiyāmi.)
- "Con xin vâng giữ điều học là tránh tà dâm." (tiếng Pali: Kāmesu micchācāra veramaṇī sikkhāpadaṃ samādiyāmi.)
- "Con xin vâng giữ điều học là tránh nói dối." (tiếng Pali: Musāvādā veramaṇī sikkhāpadaṃ samādiyāmi.)
- "Con xin vâng giữ điều học là tránh xa rượu và các chất gây say." (tiếng Pali: Surāmeraya majjapamādaṭṭhānā veramaṇī sikkhāpadaṃ samādiyāmi.)

Sau khi cư sĩ đã lặp lại năm giới theo lời vị sư, vị sư sẽ kết thúc buổi lễ bằng cách tụng: 
"Năm giới này nếu được giữ gìn tốt sẽ dẫn tới an lạc, giữ gìn tốt sẽ dẫn tới phú quý, giữ gìn tốt sẽ dẫn tới hạnh phúc; vì vậy hãy giữ giới cho tinh sạch." (Imāni pañca sikkhāpadāni. Sīlena sugatiṃ yanti, sīlena bhogasampadā, sīlena nibbutiṃ yanti, tasmā sīlaṃ visodhaye.)

### Trong các truyền thống kinh điển khác

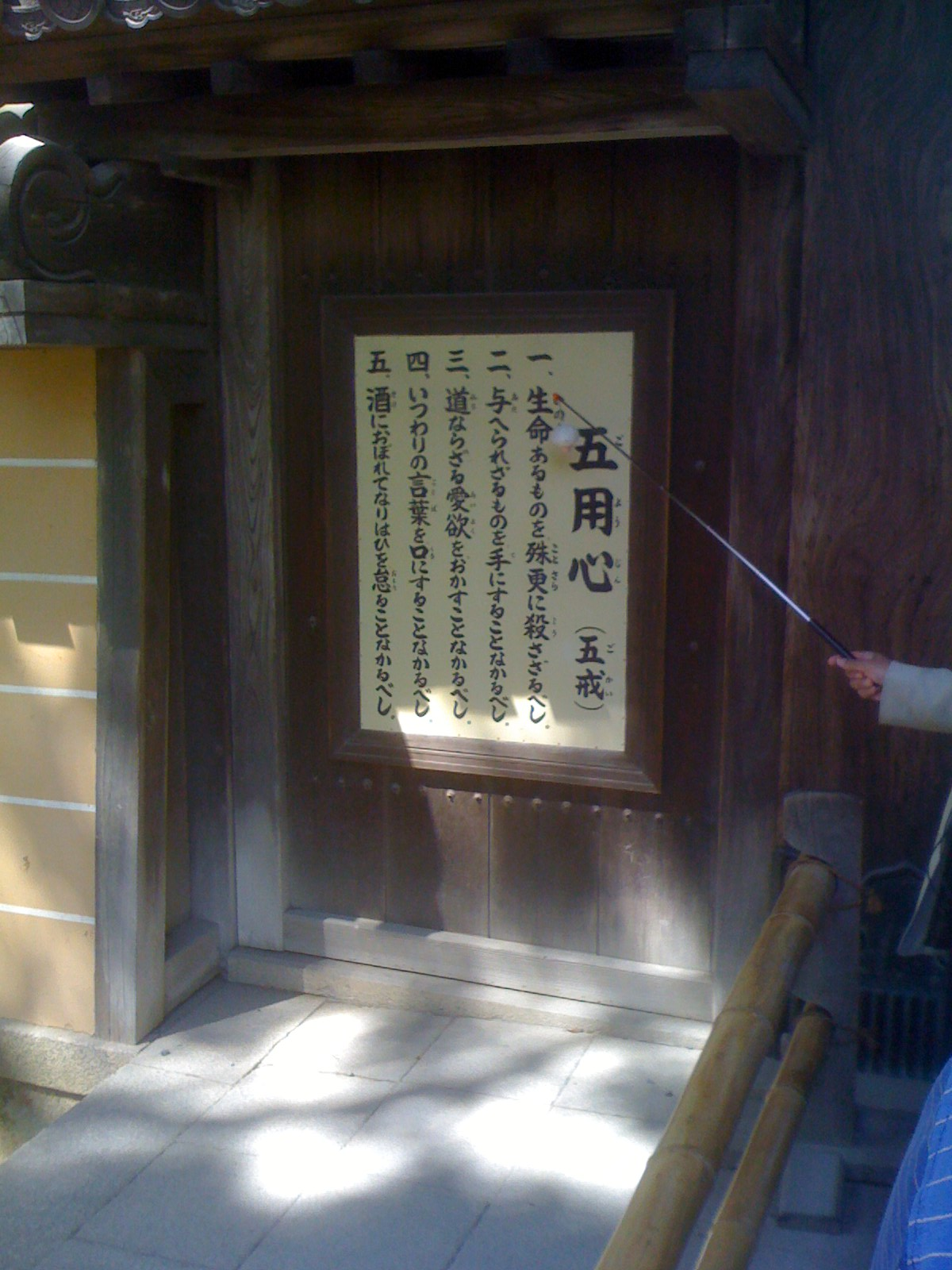
Hình thức nghi lễ thọ giới xuất hiện vài lần trong Đại tạng kinh Phật giáo Trung Quốc. (Trong ảnh: một bảng có ghi giới được sử dụng tại một thiền viện.)

Hình thức của nghi lễ truyền giới lặp lại nhiều lần trong Đại tạng Kinh Phật giáo Trung Hoa, với những biến thể hơi khác nhau.
Một hình thức tuyên thệ giới luật được tìm thấy trong tác phẩm Quy giới yếu tập (giản thể: 归戒要集; phồn thể: 歸戒要集; bính âm: Guījiè Yāojí):
Như tất cả chư Phật không sát sinh cho đến hết đời, con cũng nguyện không sát sinh cho đến hết đời mình.
Như tất cả chư Phật không trộm cắp cho đến hết đời, con cũng nguyện không trộm cắp cho đến hết đời mình.
Như tất cả chư Phật không tà dâm cho đến hết đời, con cũng nguyện không tà dâm cho đến hết đời mình.
Như tất cả chư Phật không nói dối cho đến hết đời, con cũng nguyện không nói dối cho đến hết đời mình.
Như tất cả chư Phật không uống rượu cho đến hết đời, con cũng nguyện không uống rượu cho đến hết đời mình.
Tương tự, trong các văn bản Mūla-Sarvāstivāda được sử dụng trong Phật giáo Tây Tạng, các giới được soạn thảo sao cho người thọ giới phát nguyện giữ giới trọn đời, noi gương các vị đệ tử giác ngộ của Phật (các vị A-la-hán).

## Nguyên tắc
Năm giới được tìm thấy ở nhiều nơi trong các văn bản Phật giáo sơ kỳ. Các giới được xem như phương cách xây dựng phẩm cách tốt, hoặc như sự thể hiện của phẩm cách đó. Kinh tạng Pali mô tả chúng là phương tiện để tránh gây hại cho bản thân và người khác. Kinh điển còn mô tả thêm rằng giữ giới là những món quà đối với chính mình và đối với người khác. Hơn nữa, các bản văn cho biết người giữ giới sẽ tự tin trong mọi cuộc hội họp, sẽ có tài sản và danh tiếng tốt, và sẽ chết an lành, được sinh lên thiên giới hoặc trở lại làm người. Mặt khác, sống vi phạm giới luật được tin là dẫn đến tái sinh vào một cõi khốn khổ. Các giới được hiểu như những nguyên tắc định hình con người cả về thân và tâm.
Các giới là những quy tắc chuẩn tắc, nhưng được trình bày và hiểu như những "sự thọ nhận" hơn là những điều lệnh bị một quyền lực đạo đức áp chế, phù hợp với tính tự nguyện và cách tiếp cận tiệm tiến của đạo đức Phật giáo. Chúng là những hình thức tự chế được diễn đạt bằng mệnh đề phủ định, nhưng đồng thời cũng đi kèm với các đức tính và hành vi tích cực, được nuôi dưỡng thông qua việc thực hành giới luật. Đức hạnh quan trọng nhất trong các đức tính ấy là hạnh bất hại (tiếng Pali và tiếng Phạn: tiếng Phạn: ahiṃsā), vốn là nền tảng của cả năm giới Cụ thể, kinh văn dạy rằng người ta nên giữ giới, tuân theo nguyên tắc lấy mình làm ví dụ để suy ra người khác:
"Vì điều gì không dễ chịu hay vui thích đối với ta thì hẳn cũng như vậy đối với người; và điều gì không dễ chịu hay vui thích đối với ta, làm sao ta có thể áp đặt nó lên người khác?"

Nói cách khác, tất cả chúng sinh đều giống nhau ở chỗ đều muốn hạnh phúc và không muốn đau khổ. Lấy bản thân so sánh với người khác, do đó mỗi người không nên làm hại người khác cũng như không muốn bị hại. Nhà đạo đức học Pinit Ratanakul lập luận rằng lòng từ bi thúc đẩy việc giữ giới xuất phát từ nhận thức rằng mọi chúng sinh đều bình đẳng và đều mang bản chất "vô ngã" (tiếng Pali: anattā). Một yếu tố nền tảng khác của quan niệm này là niềm tin vào nghiệp báo. Trong việc giữ hay phạm giới, tâm niệm (ý định) được xem là yếu tố quyết định.

## Thực hành nói chung
Người Phật tử tại gia thường thọ những giới luật này trong cùng buổi lễ với việc quy y Tam bảo. Các vị sư truyền trao giới cho người tại gia, nhờ đó tạo thêm một hiệu ứng tâm lý. Cư sĩ có thể thường xuyên đọc tụng năm giới tại nhà, và trước một buổi lễ quan trọng ở chùa để chuẩn bị tâm lý cho buổi lễ. 

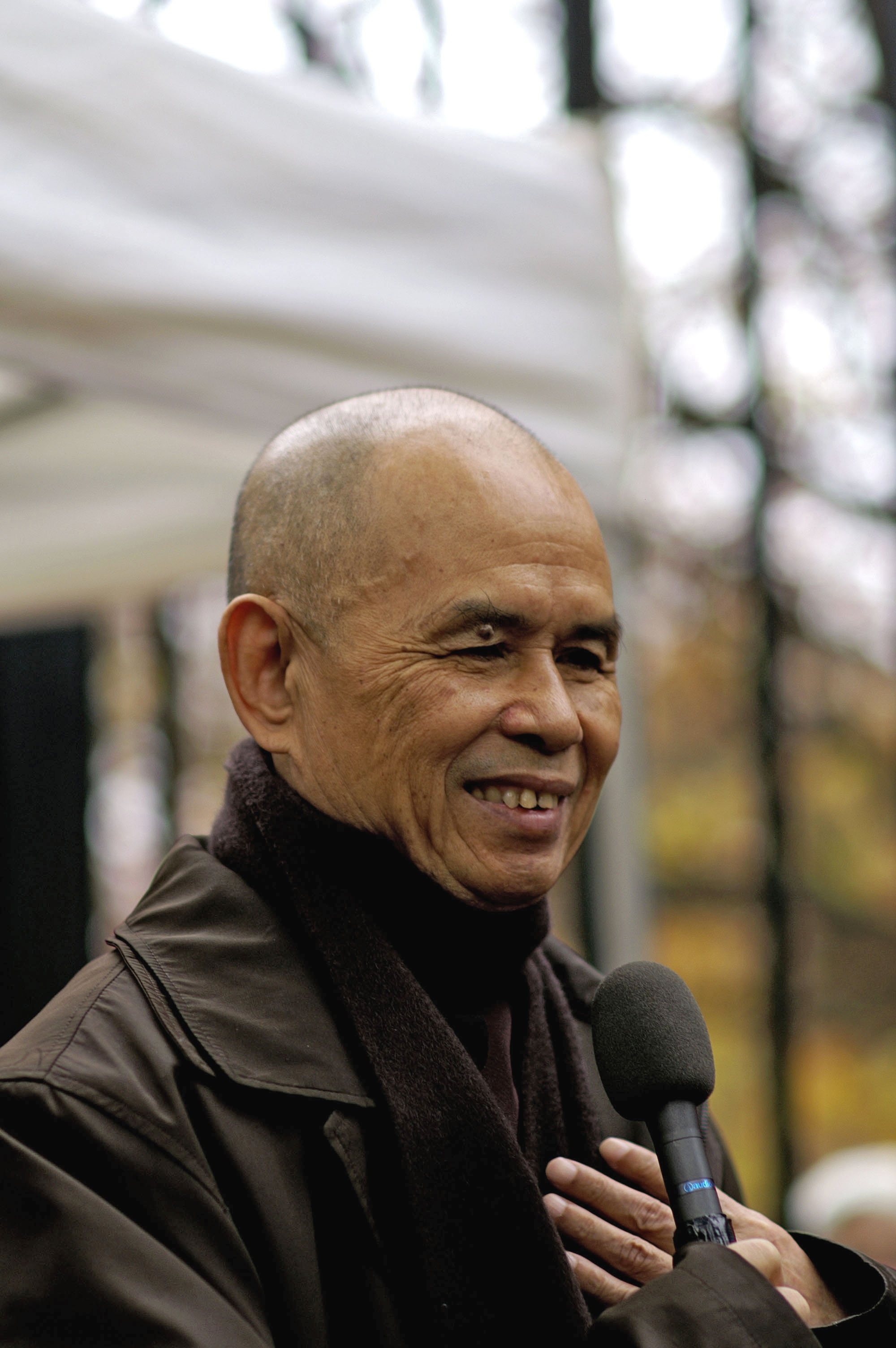
Thiền sư Thích Nhất Hạnh đã viết về năm giới trong phạm vi rộng hơn, liên quan đến các mối quan hệ xã hội và tổ chức.

Năm giới là cốt lõi của đạo đức Phật giáo. Trong các nghiên cứu thực địa ở một số nước như Sri Lanka, dân làng gọi chúng là trung tâm của tôn giáo. Nhà nhân học Barend Terwiel qua khảo sát nhận thấy hầu hết dân làng Thái Lan đều thuộc lòng năm giới, và nhiều người – đặc biệt là người cao tuổi – có thể giải thích ý nghĩa các giới theo cách diễn giải truyền thống. Tuy vậy, mức độ giữ giới nghiêm ngặt khác nhau giữa các Phật tử. Người mới bắt đầu giữ giới thường phải gắng sức tự kiềm chế đáng kể. Khi đã quen với giới, họ bắt đầu thực hành chúng một cách tự nhiên hơn.
Các nghiên cứu thực địa ở những xã hội Phật giáo truyền thống nhận thấy năm giới nhìn chung được xem là đòi hỏi khắc khe và khó giữ. Chẳng hạn, nhà nhân học Stanley Tambiah nhận thấy việc tuân thủ nghiêm ngặt các giới "ít thu hút sự quan tâm tích cực của người nông dân ... không phải vì họ xem nhẹ chúng mà vì thông thường họ không có điều kiện thực hiện" – việc giữ giới hầu như được xem là vai trò của chư tăng hoặc người lớn tuổi. Một khảo sát năm 1997 tại Thái Lan cho thấy chỉ 13,8% người được hỏi cho biết họ tuân thủ năm giới trong đời sống hằng ngày, trong đó giới thứ tư và thứ năm là khó giữ nhất. Dù vậy, mọi người vẫn xem các giới là đáng phấn đấu, và giữ giới một phần vì sợ quả báo xấu và bị đọa địa ngục, hoặc vì tin rằng Phật Thích Ca đã chế định những giới này nên họ cần tuân theo. Nhà nhân học Melford Spiro nhận thấy người Phật tử Myanmar giữ giới chủ yếu để tránh nghiệp xấu, hơn là mong cầu có được nghiệp tốt. Nhà nghiên cứu tôn giáo Winston King quan sát rằng động cơ đạo đức của người Phật tử Myanmar khi giữ giới dựa trên mục đích tự hoàn thiện bản thân hơn là vì người khác. Còn học giả Richard Jones kết luận rằng động cơ đạo đức của Phật tử trong việc tuân thủ giới xuất phát từ ý tưởng rằng từ bỏ lợi ích vị kỷ, trớ trêu thay, lại chính là phục vụ bản thân một cách sâu xa. Trong Phật giáo Đông Á, giới luật gắn liền mật thiết với nghi thức quy y của người Phật tử tại gia. Các bản dịch tiếng Hán sơ kỳ như Ưu-bà-tắc giới kinh (Upāsaka-śīla Sūtra) chủ trương rằng giới luật chỉ nên được truyền thụ theo nghi thức bởi một vị xuất gia. Kinh văn mô tả rằng trong nghi lễ, năng lực của chư Phật và chư Bồ-tát được truyền trao, giúp người thọ giới giữ gìn giới pháp. Nghi thức "truyền giới tại gia" này thường diễn ra sau khi người cư sĩ đã lưu lại chùa một thời gian, và thường sau khi người đó thậm chí đã trải qua một kỳ xuất gia (Pali: upasampadā). Cư sĩ thọ giới sau đó được đặt cho một pháp danh. Các điều kiện áp dụng tương tự như khi thọ giới xuất gia, chẳng hạn cần có sự cho phép của cha mẹ. Trong truyền thống Theravāda, giới thường được thọ "tách riêng từng giới một" (Pali: visuṃ visuṃ), để nếu một giới bị vi phạm thì các giới khác vẫn còn nguyên. Trong những dịp rất trang trọng, hoặc đối với người cư sĩ rất mộ đạo, các giới có thể được thọ chung cùng nhau thay vì từng giới riêng lẻ. Tuy vậy, điều này không có nghĩa là người ta có thể chỉ thọ một số giới; khi đã thọ, phải nguyện giữ trọn vẹn cả năm giới. Trong Phật giáo Đông Á, việc phát nguyện thọ giới được xem là nghi thức trọng thể, và không hiếm khi người cư sĩ chỉ thọ những giới mà họ tin chắc có thể giữ được. Hành vi phát nguyện giữ giới là yếu tố tạo nên hiệu quả về nghiệp: Spiro nhận thấy một người dù không phạm giới, nhưng cũng không có ý định giữ giới, thì không được xem là tích lũy công đức nào. Ngược lại, khi người ta đã phát nguyện giữ giới mà sau đó lại phạm giới, nghiệp xấu tạo ra bị cho là nặng hơn trường hợp không phát nguyện giữ giới từ đầu. Một số vị thầy thời hiện đại như Thích Nhất Hạnh và Sulak Sivaraksa đã viết về năm giới với phạm vi rộng hơn, đề cập đến các mối quan hệ xã hội và thể chế.

## Năm giới

### Giới thứ nhất

#### Phân tích kinh văn
Giới thứ nhất cấm việc tước đoạt sinh mạng của một chúng sinh có tri giác. Giới này bị vi phạm khi một người cố ý và thành công trong việc giết hại một chúng sinh hữu tình, với nhận thức rõ rằng đó là một chúng sinh và có sử dụng nỗ lực để thực hiện việc giết. Gây thương tích cho người khác đi ngược lại tinh thần của giới này, nhưng xét về mặt kỹ thuật, chưa phải là phạm giới. Giới thứ nhất bao gồm việc sát hại động vật, thậm chí cả các loài côn trùng nhỏ bé. Tuy vậy, cũng có quan điểm cho rằng mức độ nghiêm trọng của hành vi sát sinh phụ thuộc vào kích thước, trí khôn, lợi ích mang lại và mức độ chứng đắc tâm linh của sinh vật bị giết. Giết hại một con vật lớn bị xem là nặng hơn giết một con vật nhỏ (cũng vì cần nhiều nỗ lực hơn); giết một bậc thầy tâm linh chứng ngộ bị xem là nặng hơn giết một người "bình thường" khác; và giết một con người bị xem là nặng hơn giết một con vật. Tuy nhiên, mọi hành vi sát sinh đều bị lên án. Các đức hạnh đi kèm giới này là tôn trọng phẩm giá của sự sống, lòng nhân từ và bi mẫn, được biểu hiện qua thái độ "rung động vì sự an nguy của muôn loài". Hành vi tích cực tương ứng là bảo vệ các sinh vật sống. Những đức tính như lòng trắc ẩn và tôn trọng đối với sinh mạng muôn loài dựa trên niềm tin vào luân hồi – rằng mọi chúng sinh đều phải sinh ra và tái sinh nhiều lần. Khái niệm về Phật tính cơ bản của tất cả con người cũng được xem là nền tảng của giới thứ nhất. Cách mô tả về giới thứ nhất có thể được hiểu như một sự ngăn cấm án tử hình. Tự sát cũng được xem nằm trong điều bị cấm. Hơn nữa, phá thai (một chúng sinh) đi ngược lại giới này, bởi vì trong hành vi phá thai, các điều kiện cấu thành vi phạm đều hội đủ. Theo quan điểm Phật giáo, đời sống con người được tính bắt đầu từ lúc thụ thai. Việc cấm phá thai được đề cập rõ trong giới luật tu sĩ, và nhiều truyện kể Phật giáo cảnh báo về hậu quả nghiệp báo hại của phá thai. Nhà đạo đức sinh học Damien Keown cho rằng kinh điển Phật giáo sơ kỳ không chấp nhận ngoại lệ nào đối với phá thai, thể hiện một lập trường "nhất quán" (tức không ngoại lệ) ủng hộ sự sống. Keown cũng lập luận rằng khó có thể biện hộ hợp lý cho một cách tiếp cận trung dung với năm giới. Tuy nhiên, học giả Giulio Agostini lại chỉ ra rằng các luận sư Phật giáo tại Ấn Độ từ thế kỷ 4 trở đi cho rằng phá thai không phạm giới trong một số hoàn cảnh nhất định.

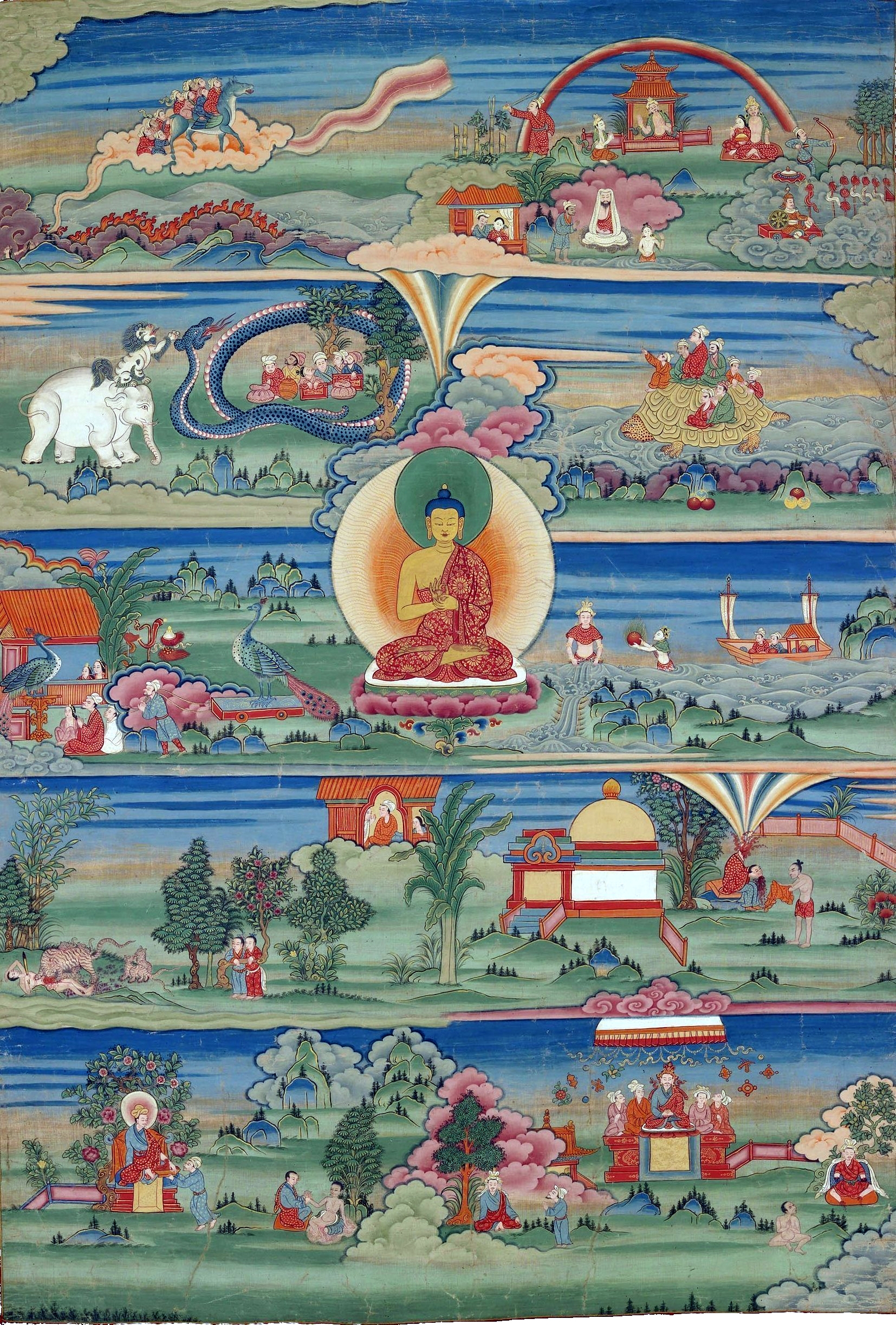
Tranh Phật giáo mô tả hậu quả nghiệp báo của việc phá thai.

Xúi giục người khác giết hại cũng thuộc phạm vi giới này, do đó nhờ hoặc giúp ai đó thực hiện trợ tử được xem là vi phạm giới, cũng như khuyên ai đó phá thai. Về vấn đề an tử (euthanasia) và hỗ trợ tự tử, Keown trích dẫn Trường Bộ kinh (Pali) rằng người giữ giới thứ nhất "không giết một chúng sinh, không khiến một chúng sinh bị giết, không tán thành việc giết một chúng sinh". Keown lập luận rằng trong đạo đức Phật giáo, bất kể động cơ ra sao, làm cho cái chết xảy ra không bao giờ có thể là mục đích hành động. Cách diễn giải về thái độ của kinh điển Phật giáo đối với chiến tranh có sự khác biệt, nhưng nhìn chung giáo lý Phật giáo được xem là phản đối mọi chiến tranh. Trong nhiều truyện tiền thân Jataka, như truyện Thái tử Temiya, cũng như một số tài liệu lịch sử, đức hạnh bất bạo động được xem là sự phản đối mọi cuộc chiến, cả tấn công lẫn phòng thủ. Tuy nhiên, Đức Phật thường được mô tả là không phản đối chiến tranh một cách rõ ràng trong các cuộc chuyện trò với những nhân vật chính trị đương thời. Nhà nghiên cứu Phật học André Bareau chỉ ra rằng Thế Tôn hạn chế can dự vào các chi tiết của chính sách hành chính, thay vào đó Ngài tập trung vào sự tu dưỡng đạo đức và tâm linh cho các đệ tử. Có lẽ Ngài cho rằng sự can dự như vậy là vô ích hoặc có hại cho đạo pháp. Dẫu vậy, ít nhất một đệ tử của Phật trong kinh văn đã không trả thù kẻ thù của mình vì kính Phật, đó là vua Ba Tư Nặc (Phạn: Prasenajit). Tuy nhiên, kinh văn mơ hồ trong việc giải thích động cơ của vị vua này. Trong một số văn bản Đại thừa về sau, chẳng hạn trước tác của Asaṅga, có nhắc đến những ví dụ về người giết những kẻ đàn áp Phật tử. Trong các trường hợp đó, tác giả biện minh cho hành vi giết chóc vì họ cho rằng bảo vệ đạo pháp quan trọng hơn giữ giới. Một ví dụ khác thường được dẫn là vua Duṭṭhagāmaṇī, được nhắc đến trong bộ sử hậu kinh tạng Pali Mahāvaṃsa. Trong bộ sử, nhà vua đau buồn trước sự mất mát sinh mạng sau chiến tranh, nhưng được một vị sư an ủi rằng hầu hết những người bị giết đều không giữ giới nên không đáng tiếc. Nhà nghiên cứu Lambert Schmithausen cho rằng trong nhiều trường hợp như vậy, các giáo lý Phật giáo (ví dụ như thuyết tính không) đã bị lạm dụng để phục vụ cho một nghị trình chiến tranh hoặc bạo lực.

#### Trong thực tiễn

Biển hiệu cổ vũ ăn chay tại Tu viện Key, Spiti, Ấn Độ.

Các nghiên cứu thực địa ở Campuchia và Myanmar cho thấy nhiều Phật tử coi giới thứ nhất là quan trọng nhất, hoặc là giới vi phạm nặng nề nhất nếu phạm. Ở một số cộng đồng truyền thống, như tại tỉnh Kandal (Campuchia) trước thời chiến tranh, cũng như ở Myanmar thập niên 1980, Phật tử hiếm khi giết mổ động vật – đến mức thịt phải mua từ người không theo đạo Phật. Trong khảo sát ở Thái Lan thập niên 1960, Terwiel nhận thấy dân làng có giết các loài côn trùng nhưng họ do dự và giằng co nội tâm khi phải giết các con vật lớn hơn. Trong khi đó, khảo sát của Spiro cho thấy nông dân Myanmar rất ngại ngùng thậm chí trong việc giết côn trùng nhỏ. Người Phật tử thời đầu không thực hành chế độ ăn chay. Thực tế, trong một số bản kinh Pali, ăn chay được mô tả là không liên quan đến việc thanh tịnh tâm linh. Tuy vậy, có những quy định cấm một số loại thịt nhất định, đặc biệt là các loại thịt bị xã hội lên án. Quan điểm kiêng giết hại sinh mạng cũng dẫn đến việc cấm một số nghề liên quan đến mua bán thịt hoặc sinh mạng chúng sinh, nhưng không dẫn đến việc cấm hoàn toàn các hoạt động nông nghiệp có sử dụng gia súc. Trong thời hiện đại, viện dẫn quy luật cung cầu hoặc các lý lẽ khác, một số Phật tử Theravāda đã cố gắng đề xướng việc ăn chay như một phần của năm giới. Ví dụ, phong trào Santi Asoke tại Thái Lan thực hành ăn chay nghiêm ngặt. Bên cạnh đó, trong một số truyền thống Phật giáo đã có những tranh luận xung quanh một nguyên tắc trong giới luật tu sĩ. Nguyên tắc này quy định rằng một vị sư không được thọ nhận thịt từ một con vật nếu con vật đó được giết chỉ để dâng cho sư sử dụng. Một số thầy diễn giải nguyên tắc này rằng khi người nhận không biết con vật có phải bị giết vì mình hay không, thì vị ấy cũng không được nhận thực phẩm đó. Tương tự, cũng có tranh luận về việc người tại gia có nên ăn chay khi giữ năm giới hay không. Dù việc ăn chay ở các nước Theravāda nhìn chung không phổ biến, nó lại được thực hành rộng rãi ở các nước Đông Á, do một số kinh điển Đại thừa như Kinh Đại bát Niết-bàn và Lăng Già kinh cực lực ngăn cấm việc ăn thịt. Dẫu vậy, ngay cả trong giới Phật tử Đại thừa và Đông Á cũng có sự bất đồng về việc có nên ăn chay hay không. Trong Lăng Già kinh, các lý do về sinh học, xã hội và vệ sinh được đưa ra để ủng hộ chế độ ăn chay; tuy nhiên, xét về lịch sử, một nhân tố quan trọng khiến chư tăng Đại thừa ăn chay chính là việc tăng đoàn Đại thừa tự trồng trọt hoa màu cho thực phẩm thay vì sống nhờ vào của khất thực. Ngay từ thế kỷ 4, tác giả Trung Quốc Xi Chao đã hiểu năm giới bao gồm cả việc ăn chay.

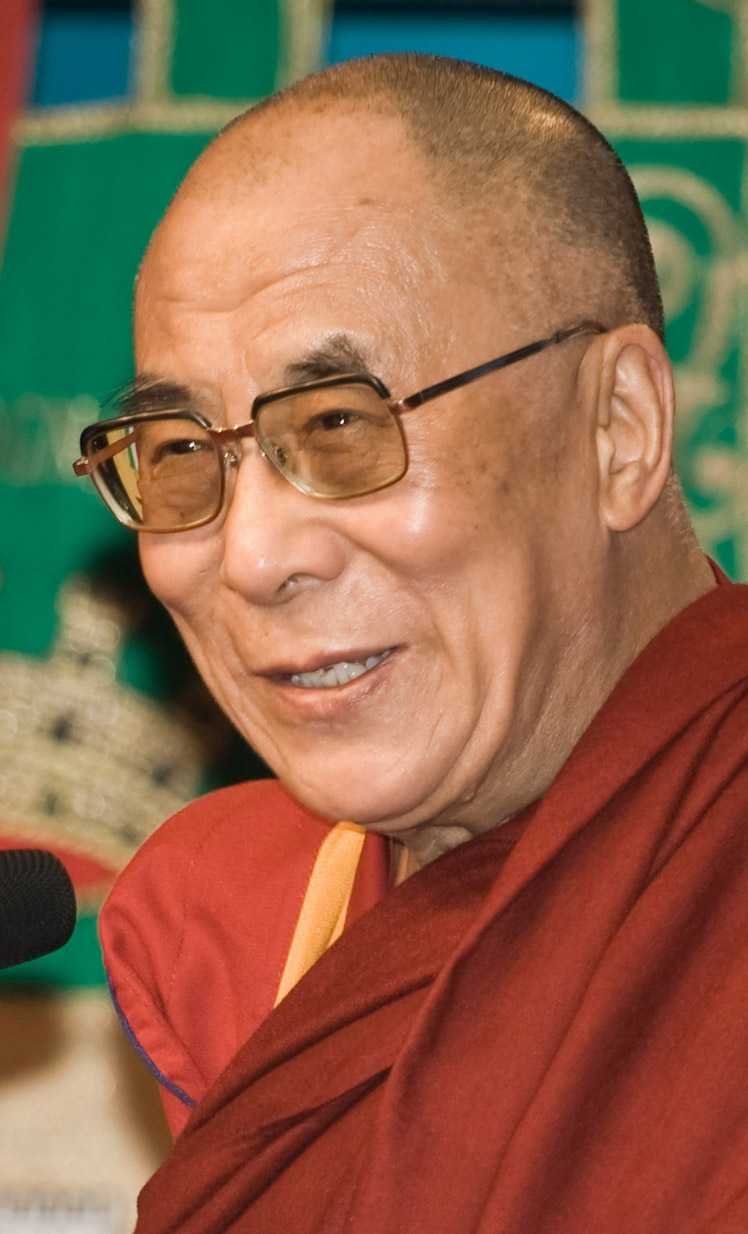
Đạt-lai Lạt-ma đã bác bỏ các hình thức phản kháng tự hủy hoại bản thân..

Ngoài việc buôn bán thịt hoặc sinh mạng chúng sinh, còn có những nghề nghiệp khác bị xem là bất thiện. Thiền sư Thích Nhất Hạnh đưa ra danh sách các ví dụ, như làm việc trong ngành sản xuất vũ khí, phục vụ quân đội, cảnh sát, sản xuất hoặc buôn bán các chất độc hay ma túy như rượu và thuốc lá. Nhìn chung, giới thứ nhất được Phật tử diễn giải như một lời kêu gọi lòng từ bi và chủ trương hòa bình. Tuy nhiên, cũng có một vài ngoại lệ những người không hiểu giới này như sự phản đối chiến tranh. Chẳng hạn, vào thế kỷ 20, một số thiền sư Nhật Bản đã viết ủng hộ bạo lực, biện minh cho chiến tranh – điều này cho thấy không phải tất cả đều diễn giải giới thứ nhất là phản chiến tuyệt đối.

### Giới thứ hai

#### Phân tích kinh văn
Giới thứ hai cấm hành vi trộm cắp. Giới này bị vi phạm khi một người cố ý lấy thứ không được cho phép, với ý định chiếm đoạt làm của riêng. "Lấy của không cho" bao gồm nhiều hành vi khác nhau, từ trộm cướp công khai đến lén lút, hoặc dùng mưu mẹo để lấy tài sản người khác. Các hành vi lừa đảo, gian lận và làm giả giấy tờ cũng được xem là vi phạm giới này. Mượn đồ không xin phép đôi khi cũng được coi là trộm cắp, và một số nguồn còn xếp cả việc cờ bạc vào phạm vi giới thứ hai. Những đức hạnh đi kèm giới thứ hai là lòng rộng lượng (bố thí) và tinh thần xả ly, trái ngược với tính tham lam. Hành vi tích cực tương ứng giới này là tôn trọng tài sản người khác và sống trung thực, liêm chính.

#### Trong thực tiễn
Trên thực tế, các cộng đồng Phật giáo truyền thống rất đề cao tính trung thực và liêm chính, coi trọng giới không trộm cắp như nền tảng cho niềm tin xã hội. Mặc dù mức độ tuân thủ giới này khác nhau tùy từng cá nhân, hầu hết Phật tử xem hành vi trộm cắp công khai là vi phạm đạo đức nghiêm trọng và bị cộng đồng lên án. Một số hành vi nhỏ như mượn mà không trả có thể bị bỏ qua, nhưng về nguyên tắc, những người thực hành nghiêm túc cố gắng tránh mọi hình thức lấy của không cho. Các phong trào Phật giáo hiện đại thường nhấn mạnh việc giữ giới thứ hai như một cách xây dựng xã hội công bằng, liêm chính và giảm thiểu tệ nạn tham nhũng.

### Giới thứ ba

#### Phân tích kinh văn
Giới thứ ba cấm tà dâm, tức các hành vi tình dục sai trái. Truyền thống thường hiểu tà dâm chủ yếu là ngoại tình, quan hệ với người có vợ/chồng hoặc vị thành niên, cũng như các hành vi cưỡng ép tình dục. Kinh văn liệt kê các trường hợp vi phạm giới này như quan hệ với người đã có hôn ước hoặc đang được bảo hộ, với người không được phép quan hệ theo luật, v.v. Nói chung, giới thứ ba bảo vệ sự trong sáng và chung thủy trong quan hệ tình dục. Các vị thầy Phật giáo hiện đại đã mở rộng nội hàm của giới thứ ba bằng khái niệm "trách nhiệm tình dục" và "cam kết lâu dài" để nhấn mạnh tầm quan trọng của lòng chung thủy và sự tôn trọng trong quan hệ. Lưu ý rằng giới này không bao gồm việc kiểm soát sinh sản: việc sử dụng các biện pháp tránh thai hoặc ngừa thai không được coi là vi phạm giới tà dâm, và giới thứ ba không liên quan đến quan điểm phản đối tránh thai.

#### Trong thực tiễn
Trong thực tiễn, việc giữ giới thứ ba cũng khác nhau tùy hoàn cảnh xã hội. Nhiều cộng đồng Phật giáo truyền thống coi trọng sự chung thủy vợ chồng và nghiêm khắc lên án ngoại tình. Tuy nhiên, ở thời hiện đại, chuẩn mực về quan hệ tình dục trở nên thoáng hơn, khiến giới thứ ba thường bị xem nhẹ nhất. Ví dụ, các khảo sát tại Campuchia trong thập niên 1990–2000 cho thấy quan niệm về tình dục ngoài hôn nhân đã cởi mở hơn so với trước đây, và giới thứ ba là giới bị vi phạm nhiều nhất. Dù vậy, phần lớn Phật tử vẫn xem năm giới là lý tưởng đạo đức nên hướng tới, và họ cố gắng giữ giới này để tránh những hệ quả xấu cho gia đình cũng như tạo nghiệp tốt về sau.

### Giới thứ tư

#### Phân tích kinh văn
Giới thứ tư liên quan đến lời nói sai sự thật hoặc lừa dối. Nó cấm hành vi nói dối cũng như các hình thức ngôn từ có hại khác. Theo kinh văn, giới này bị vi phạm khi một người cố ý nói điều không đúng sự thật nhằm đánh lừa người nghe. Bên cạnh nói dối, giới thứ tư cũng bao gồm tránh các lời nói độc ác, thô lỗ, chửi rủa và nói chuyện tầm phào vô ích. Những đức tính đi kèm giới thứ tư là trung thực và đáng tin cậy. Hành vi tích cực tương ứng là sử dụng lời nói chân thành, hòa nhã và hướng thiện. Giới này đề cao việc thận trọng trong lời nói, nhằm xây dựng lòng tin cậy và tránh gây tổn hại đến người khác.

#### Trong thực tiễn
Việc giữ giới không nói dối trong đời sống hàng ngày có nhiều thách thức. Nhiều người có thể cho rằng những lời nói dối vô hại trong giao tiếp xã hội là chấp nhận được, nhưng các Phật tử nghiêm cẩn cố gắng tránh mọi lời nói sai sự thật. Một số thiền sư như Thích Nhất Hạnh còn khuyên nên tránh cả việc truyền bá tin đồn thất thiệt hoặc thông tin chưa kiểm chứng, coi đó cũng là vi phạm tinh thần giới thứ tư. Trong thời đại thông tin hiện nay, giới không nói dối càng được nhấn mạnh như nền tảng của truyền thông có đạo đức và trách nhiệm xã hội.

### Giới thứ năm

#### Phân tích kinh văn
Giới thứ năm cấm việc say nghiện do rượu, ma túy hoặc các chất gây say khác. Nó bị vi phạm khi một người cố tình sử dụng các chất làm mất tỉnh táo và chủ ý buông thả bản thân. Các kinh văn Pali hầu như luôn lên án việc uống rượu, và các văn bản hậu kinh điển ở Trung Quốc cũng tương tự. Hút thuốc lá đôi khi cũng được đưa vào phạm vi giới này. Tuy nhiên, giới thứ năm không nhằm cấm hoàn toàn mọi việc sử dụng dược phẩm hay chất cần thiết về y tế; điều cốt yếu là tránh lạm dụng các chất gây say dẫn đến mất chánh niệm và tự chủ. Những đức tính đi kèm giới thứ năm là sự tỉnh thức (chánh niệm) và tinh thần trách nhiệm. Hành vi tích cực tương ứng là duy trì lối sống lành mạnh, tỉnh táo và tránh xa các thói quen nghiện ngập.

#### Trong thực tiễn
Giới thứ năm được coi trọng vì việc uống rượu hay dùng chất kích thích dễ dẫn đến vi phạm các giới khác. Trong truyền thống Phật giáo, nhiều cộng đồng tích cực khuyến khích việc kiêng rượu. Chẳng hạn tại Thái Lan, phong trào xây dựng "Làng giữ gìn năm giới" (Làng Sīlā 5) được phát động với sự tham gia của hàng chục triệu người, nhằm kêu gọi người dân từ bỏ rượu chè và các tệ nạn. Dù vậy, mức độ tuân thủ giới này có khác biệt tùy cá nhân và văn hóa. Trong một số cộng đồng, Phật tử vẫn tiêu thụ rượu bia ở mức vừa phải do ảnh hưởng tập quán, song ở những cộng đồng thuần thành, việc uống rượu bị coi là đáng trách. Gần đây cũng có tranh luận về việc liệu hút thuốc lá có phạm giới thứ năm hay không; một số người cho rằng người giữ giới nên kiêng cả thuốc lá như một phần của giới này. Nhìn chung, giới thứ năm được hiểu như lời kêu gọi tỉnh giác và giữ mình không buông lung. Tránh say nghiện được xem là cách bảo vệ thân tâm và duy trì sự sáng suốt để thực hành các pháp khác. Do vậy, nhiều vị lãnh đạo Phật giáo, tiêu biểu như Đạt-lai Lạt-ma, đã phản đối những hình thức đấu tranh tự hủy hoại bản thân (như tự thiêu), cho rằng chúng trái với tinh thần bất bạo động và không phù hợp với giới thứ nhất.

### Xu hướng hiện nay
Ngày nay, việc tuân thủ năm giới trong cộng đồng Phật giáo nhìn chung kém nghiêm ngặt hơn trước. Điều này đặc biệt đúng với giới thứ ba. Ví dụ, ở Campuchia giai đoạn thập niên 1990–2000, những chuẩn mực về tình dục đã trở nên thoáng hơn, khiến giới thứ ba thường bị vi phạm nhiều nhất. Ngay tại Thái Lan, khảo sát năm 1997 cho thấy chỉ 13,8% người được hỏi giữ trọn năm giới mỗi ngày, trong đó giới thứ tư và thứ năm ít được tuân thủ nhất. Tuy nhiên, cũng có những phong trào phục hưng giới luật trong xã hội hiện đại. Tại một số quốc gia Phật giáo, các chiến dịch cổ động giữ năm giới đã được tổ chức bởi chính quyền và hội đoàn Phật giáo. Ở phương Tây, năm giới vẫn đóng vai trò quan trọng trong các cộng đồng Phật giáo, và thậm chí đã được tích hợp vào vài chương trình thực hành chánh niệm – dù điều này gây tranh luận do tính tôn giáo của giới luật. Nhìn chung, dù nhiều người Phật tử hiện nay không giữ giới một cách nghiêm nhặt, họ vẫn xem năm giới là lý tưởng đạo đức để hướng tới, và việc khuyến khích giữ giới vẫn đang được tiếp tục trong các bối cảnh xã hội khác nhau.

### Lý thuyết đạo đức
Các học giả đã từng cố gắng phân tích năm giới theo các lý thuyết đạo đức phương Tây, nhưng xu hướng này hiện không còn phổ biến. Thay vào đó, năm giới được nhìn nhận trong bối cảnh đạo đức Phật giáo đặc thù. Một số nhà nghiên cứu cho rằng năm giới thể hiện một nền đạo đức đặc sắc, không hoàn toàn tương đồng với bất kỳ hệ thống đạo đức phương Tây nào. Mối tương quan giữa việc giữ giới và quá trình phát triển tâm linh cá nhân đang trở thành trọng tâm thảo luận trong nghiên cứu đạo đức Phật giáo đương đại.

### So sánh với nhân quyền
Nhà nghiên cứu Damien Keown lập luận rằng năm giới rất tương đồng với các quyền con người phổ quát cả về nội dung lẫn tính chất phổ quát. Nhiều học giả khác, cùng các tác giả và nhà hoạt động nhân quyền theo đạo Phật, cũng cho rằng năm giới có thể bổ trợ cho khái niệm nhân quyền hiện đại. Các tổ chức nhân quyền tại Đông Nam Á đã có những nỗ lực vận động việc tôn trọng nhân quyền bằng cách viện dẫn năm giới như các nguyên tắc chỉ đạo. Chẳng hạn, họ nhấn mạnh quyền được sống tương ứng với giới không sát sinh, quyền sở hữu tương ứng với giới không trộm cắp, v.v., nhằm kết nối đạo đức Phật giáo với ngôn ngữ nhân quyền.